# Liga de Campeones de la CAF 2004
La Liga de Campeones de la CAF del 2004 fue la edición 40 del torneo anual de fútbol a nivel de clubes más importante de África organizado por la CAF.
El Enyimba de Nigeria se proclamó campeón por segunda ocasión consecutiva.

## Ronda Preliminar
| Equipo 1              | Agr.       | Equipo 2           | Ida | Vuelta |
| --------------------- | ---------- | ------------------ | --- | ------ |
| US Stade Tamponnaise  | w/o        | Port-Louis         | 1   |        |
| Supersport United     | 6-0        | Civics             | 5-0 | 1-0    |
| Saint-George          | 2-3        | Al-Hilal           | 1-2 | 1-1    |
| Ecoredipharm          | 0-2        | St Michel United   | 0-0 | 0-2    |
| Matlama               | 0-7        | Orlando Pirates    | 0-3 | 0-4    |
| Simba                 | 2-3        | Zanaco             | 1-0 | 1-3    |
| Bakili Bullets        | 2-1        | Villa              | 2-1 | 0-0    |
| APR FC                | 11-3       | Anseba             | 7-1 | 4-2    |
| Dragons de l'Ouémé    | 1-1 (v.)   | AS Douanes         | 1-1 | 0-0    |
| Al-Ittihad            | 1-2        | Sahel              | 1-0 | 0-2    |
| Saint Michel d'Ouenzé | 2-2 (pen.) | US Bitam           | 2-0 | 0-2    |
| ASFA Yennenga         | 3-2        | Julius Berger      | 3-2 | 0-0    |
| Asante Kotoko         | w/o        | AS Tempête Mocaf   | 2   | -      |
| Armed Forces          | 0-6        | Jeanne d'Arc       | 0-3 | 0-3    |
| Vita Club             | w/o        | Ulinzi Stars       | 2   | -      |
| Stade Malien          | 0-2        | Hearts of Oak      | 0-0 | 0-2    |
| ASA                   | 2-1        | SC Cilu            | 1-1 | 1-0    |
| Hassania Agadir       | 10-0       | ASC Nasr de Sebkha | 7-0 | 3-03   |
| ASFAG                 | 1-3        | ASC Diaraf         | 0-1 | 1-2    |
| Amazulu               | 7-4        | Maxaquene          | 3-1 | 4-3    |
| Petro Atlético Luanda | 6-2        | Atlético Malabo    | 3-1 | 3-1    |

1 el Stade Tamponnaise se negó a participar; fue vetado de los torneos de la CAF por 2 años y a pagar una multa de $3000. 

2 el AS Tempête Mocaf y el Ulinzi Stars abandonaron el torneo. 

3 el ASC Nasr de Sebkha abandonó el torneo antes del 2.º partido.

## Primera Ronda
| Equipo 1               | Agr.       | Equipo 2              | Ida | Vuelta |
| ---------------------- | ---------- | --------------------- | --- | ------ |
| AS Port-Louis 2000     | 1-3        | Supersport United     | 1-1 | 0-2    |
| Al-Ahly                | 0-1        | Al-Hilal              | 0-1 | 0-0    |
| St Michel United       | 3-8        | Orlando Pirates       | 2-3 | 1-5    |
| Zanaco                 | 1-1 (p.)   | Bakili Bullets        | 0-1 | 1-0    |
| Zamalek                | 4-6        | APR FC                | 3-2 | 1-4    |
| Africa Sports National | 5-1        | AS Douanes            | 4-1 | 1-0    |
| Espérance de Tunis     | 5-0        | Sahel                 | 4-0 | 1-0    |
| Coton Sport            | 4-2        | Saint Michel d'Ouenzé | 4-1 | 0-1    |
| USM Alger              | 10-3       | ASFA Yennenga         | 8-1 | 2-2    |
| ASEC Mimosas           | 1-1 (v.)   | Asante Kotoko         | 1-1 | 0-0    |
| Raja Casablanca        | 2-2 (pen.) | Jeanne d'Arc          | 2-0 | 0-2    |
| Canon Yaoundé          | 4-1        | Vita Club             | 3-0 | 1-1    |
| Hearts of Oak          | 5-2        | ASA                   | 4-1 | 1-1    |
| Etoile du Sahel        | 2-0        | Hassania Agadir       | 2-0 | 0-0    |
| Enyimba                | 3-2        | ASC Diaraf            | 3-0 | 0-2    |
| Amazulu                | 1-2        | Petro Atlético Luanda | 0-0 | 1-2    |

## Segunda Ronda
| Equipo 1           | Agr.     | Equipo 2              | Ida | Vuelta |
| ------------------ | -------- | --------------------- | --- | ------ |
| Supersport United  | 2-0      | Al-Hilal              | 2-0 | 0-0    |
| Orlando Pirates    | 2-2 (v.) | Bakili Bullets        | 2-1 | 0-1    |
| APR FC             | 1-1 (p.) | Africa Sports         | 1-0 | 0-1    |
| Espérance de Tunis | 3-1      | Coton Sport           | 3-0 | 0-1    |
| USM Alger          | 2-2 (p.) | Asante Kotoko         | 2-0 | 0-2    |
| Jeanne d'Arc       | 3-2      | Canon Yaoundé         | 2-0 | 1-2    |
| Hearts of Oak      | 1-1 (p.) | Étoile du Sahel       | 1-0 | 0-1    |
| Enyimba            | 3-2      | Petro Atlético Luanda | 1-1 | 2-1    |

## Fase de grupos

### Grupo A
| Club            | Pts. | PJ | PG | PE | PP | GF | GC | Dif. |
| --------------- | ---- | -- | -- | -- | -- | -- | -- | ---- |
| Étoile du Sahel | 11   | 6  | 3  | 2  | 1  | 8  | 5  | +3   |
| Enyimba         | 8    | 6  | 2  | 2  | 2  | 11 | 4  | +7   |
| Africa Sports   | 7    | 6  | 2  | 1  | 3  | 6  | 10 | -4   |
| Bakili Bullets  | 6    | 6  | 1  | 3  | 2  | 5  | 11 | -6   |

| Local           | Visita          | Ida | Vuelta |
| --------------- | --------------- | --- | ------ |
| Bakili Bullets  | Étoile du Sahel | 0-1 | 1-1    |
| Africa Sports   | Enyimba         | 0-3 | 1-0    |
| Étoile du Sahel | Africa Sports   | 2-0 | 2-3    |
| Enyimba         | Bakili Bullets  | 6-0 | 1-1    |
| Étoile du Sahel | Enyimba         | 1-0 | 1-1    |
| Bakili Bullets  | Africa Sports   | 2-1 | 1-1    |

### Grupo B
| Club               | Pts. | PJ | PG | PE | PP | GF | GC | Dif. |
| ------------------ | ---- | -- | -- | -- | -- | -- | -- | ---- |
| Espérance de Tunis | 12   | 6  | 4  | 0  | 2  | 12 | 7  | +5   |
| Jeanne d'Arc       | 11   | 6  | 3  | 2  | 1  | 8  | 9  | -1   |
| USM Alger          | 7    | 6  | 2  | 1  | 3  | 8  | 8  | 0    |
| Supersport United  | 4    | 6  | 1  | 1  | 4  | 5  | 9  | -4   |

| Local              | Visita             | Ida | Vuelta |
| ------------------ | ------------------ | --- | ------ |
| Supersport United  | Espérance de Tunis | 1-2 | 0-2    |
| Jeanne d'Arc       | USM Alger          | 2-1 | 1-1    |
| USM Alger          | Supersport United  | 2-1 | 0-2    |
| Espérance de Tunis | Jeanne d'Arc       | 5-0 | 1-2    |
| Espérance de Tunis | USM Alger          | 2-1 | 0-3    |
| Supersport United  | Jeanne d'Arc       | 1-1 | 0-2    |

## Semifinales
| Equipo 1     | Agr.     | Equipo 2           | Ida | Vuelta |
| ------------ | -------- | ------------------ | --- | ------ |
| Jeanne d'Arc | 2-4      | Étoile du Sahel    | 2-1 | 0-3    |
| Enyimba      | 2-2 (p.) | Espérance de Tunis | 1-1 | 1-1    |

## Final
| Equipo 1        | Agr.     | Equipo 2 | Ida | Vuelta |
| --------------- | -------- | -------- | --- | ------ |
| Étoile du Sahel | 3-3 (p.) | Enyimba  | 2-1 | 1-2    |

### Ida
| 4 de diciembre de 2004 | Étoile du Sahel                   | 2–1 | Enyimba    | Stade Olympique, Sousse         |                                 |
|                        | - Mhadhbi 44' (pen.) - Traoré 53' |     | Nwanna 15' | Asistencia: 28,000 espectadores | Asistencia: 28,000 espectadores |

| Etoile du Sahel | Enyimba |

| ARQ                | 16 | Austin Ejide   |     |
| DEF                | 27 | Oumar Kalabane |     |
| DEF                | 14 | Kais Zouaghi   |     |
| DEF                | 15 | Lotfi Sellami  | 72' |
| DEF                | 5  | Mohamed Miladi | 88' |
| MED                | 26 | Hakim Bargui   |     |
| MED                | 6  | Ahmed Hammi    |     |
| MED                | 7  | Zoubeir Baya   |     |
| MED                | 25 | Imed Mhadhbi   | 64' |
| MED                | 12 | Emeka Opara    |     |
| DEL                | 30 | Kandia Traoré  |     |
| Substitutos:       |    |                |     |
| ARQ                | 8  | Mohamed Jedidi | 64' |
| DEF                | 28 | Marouane Bokri | 88' |
| Entrenador:        |    |                |     |
| Abdelmajid Chetali |    |                |     |

| ARQ          | 1  | Vincent Enyeama    |     |
| DEF          | 4  | Musa Aliyu         |     |
| DEF          | 3  | Obinna Nwaneri     |     |
| DEF          | 7  | Yusuf Mohamed      |     |
| DEF          | 13 | Ajibade Omolade    |     |
| MED          | 6  | Jerome Ezoba       |     |
| MED          | 8  | Ekene Ezenwa       | 81' |
| MED          | 29 | David Tyavkase     |     |
| DEL          | 28 | Mouritala Ogunbiyi | 89' |
| DEL          | 26 | Onyekachi Okonkwo  | 31' |
| DEL          | 23 | Emeka Nwanna       | 47' |
| Substitutos: |    |                    |     |
| ARQ          | 14 | Damien Udeh        | 47' |
| DEF          | 10 | Eric Fasindo       | 81' |
| DEF          | 21 | Joetex Frimpong    | 89' |
| Entrenador:  |    |                    |     |
| Okey Emordi  |    |                    |     |

### Vuelta
| 12 de diciembre de 2004 | Enyimba                               | 2–1 (5–3 p.)               | Étoile du Sahel                   | Nigeria National Stadium, Abuya |                          |
|                         | - Enyeama 43' (pen.) - Ogunbiyi 53'   | Reporte                    | - Zouaghi 63'                     | Árbitro(s): Coffi Codjia        | Árbitro(s): Coffi Codjia |
|                         |                                       | Tiros desde el punto penal |                                   |                                 |                          |
|                         | Ezoba · Aliyu · Ezenwa · Udeh · Yusuf |                            | Miladi · Ben Frej · Traoré · Baya |                                 |                          |

| Enyimba | Etoile du Sahel |

| ARQ          | 1  | Vincent Enyeama    |     | 90' |
| DEF          | 4  | Musa Aliyu         |     |     |
| DEF          | 3  | Obinna Nwaneri     | 54' |     |
| DEF          | 7  | Yusuf Mohamed      |     |     |
| DEF          | 13 | Ajibade Omolade    |     |     |
| MED          | 14 | Damian Udeh        |     |     |
| MED          | 6  | Jerome Ezoba       |     |     |
| MED          | 12 | Ndidi Anumnu       |     |     |
| MED          | 23 | Emeka Nwanna       |     | 80' |
| DEL          | 29 | David Tyavkase     |     |     |
| DEL          | 28 | Mouritala Ogunbiyi |     |     |
| Substitutos: |    |                    |     |     |
| ARQ          | 30 | Dele Aiyenugba     |     | 90' |
| DEF          | 8  | Ekene Ezenwa       |     | 80' |
| DEL          | 21 | Joetex Frimpong    |     |     |
| Entrenador:  |    |                    |     |     |
| Okey Emordi  |    |                    |     |     |

| ARQ                | 16 | Austin Ejide      |     |
| DEF                | 27 | Oumar Kalabane    |     |
| DEF                | 13 | Saber Ben Frej    |     |
| DEF                | 5  | Mohamed Miladi    |     |
| DEF                | 20 | Marouane Bokri    |     |
| MED                | 7  | Zoubeir Baya      |     |
| MED                | 6  | Ahmed Hammi       |     |
| MED                | 18 | Mejdi Traoui      | 60' |
| MED                | 25 | Imed Mhadhbi      |     |
| MED                | 30 | Kandia Traoré     |     |
| DEL                | 14 | Kais Zouaghi      | 47' |
| Substitutos:       |    |                   |     |
| MED                | 26 | Hakim Bargui      | 60' |
| DEL                | 33 | Ogochukwu Obiakor |     |
| Entrenador:        |    |                   |     |
| Abdelmajid Chetali |    |                   |     |

Campeón

Enyimba
2º título

## Goleadores
| Pos. | Jugador        | Club               | Goles |
| ---- | -------------- | ------------------ | ----- |
| 1.º  | Mamadou Diallo | USM Alger          | 10    |
| 2.º  | Ali Zitouni    | Espérance de Tunis | 9     |